# Commanderie de Sours
La commanderie de Sours, dans le département d'Eure-et-Loir, fut un des plus importants établissements fonciers et agricoles de France ayant appartenu à l'ordre du Temple pendant le Moyen Âge puis a été dévolue en 1312 à l'ordre de Saint-Jean de Jérusalem.
C'était à la fois une ferme, un lieu de finances et perception, un fort et un lieu de vie religieux : placée sous la responsabilité de son commandeur, c'était le lieu de vie d'une communauté de frères, de chevaliers et d'affiliés. Elle se trouvait au centre d'un domaine foncier sur lequel étaient bâties des fermes appelées « Domus » ou « Maison ». Il s'agissait d'une commanderie rurale fortifiée car elle était située sur des terres pouvant être lieux de combat, de pillage ou d'invasion.

## Description

### La commanderie aujourd'hui

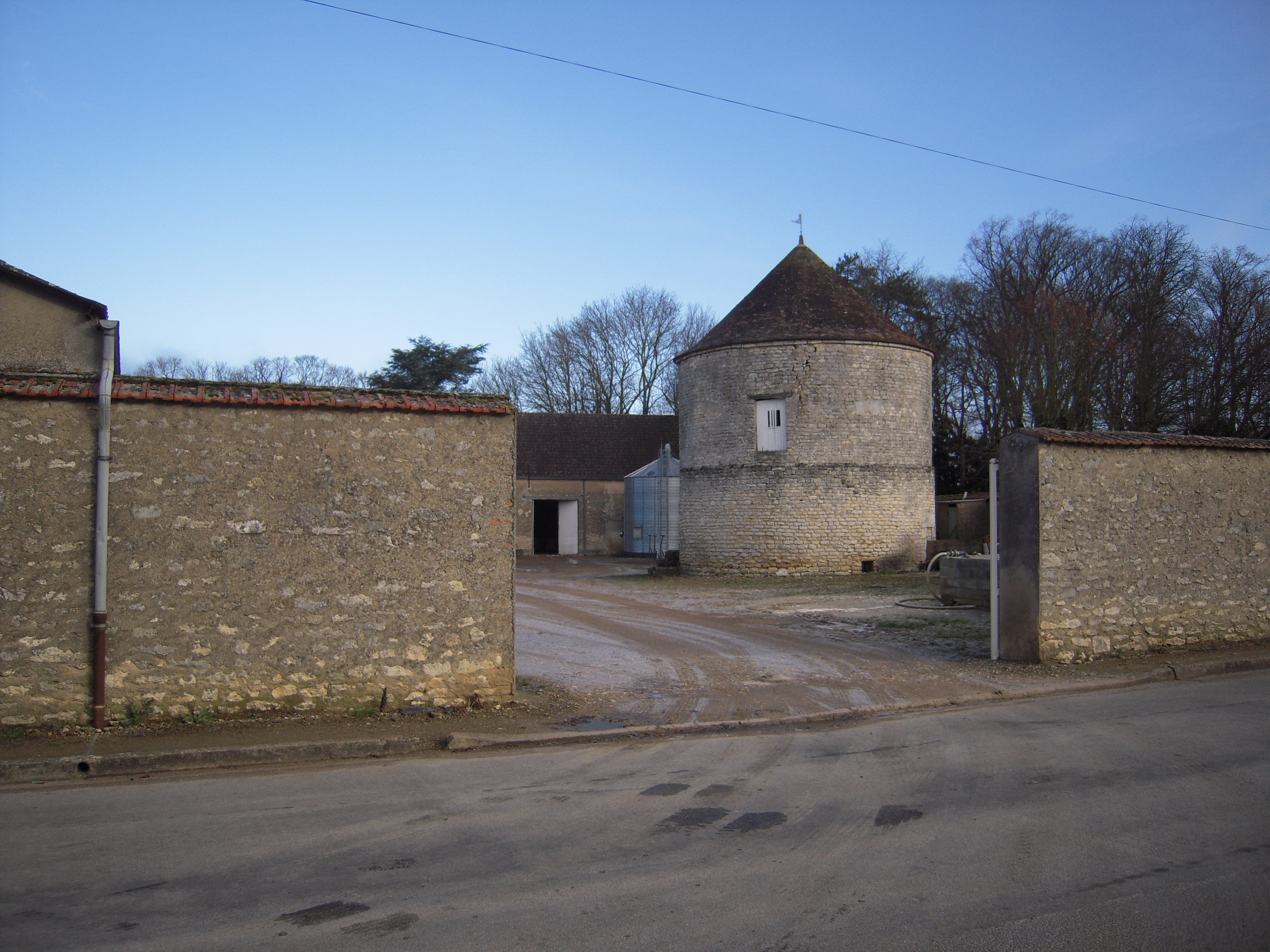
Vue extérieure depuis la rue du Silo

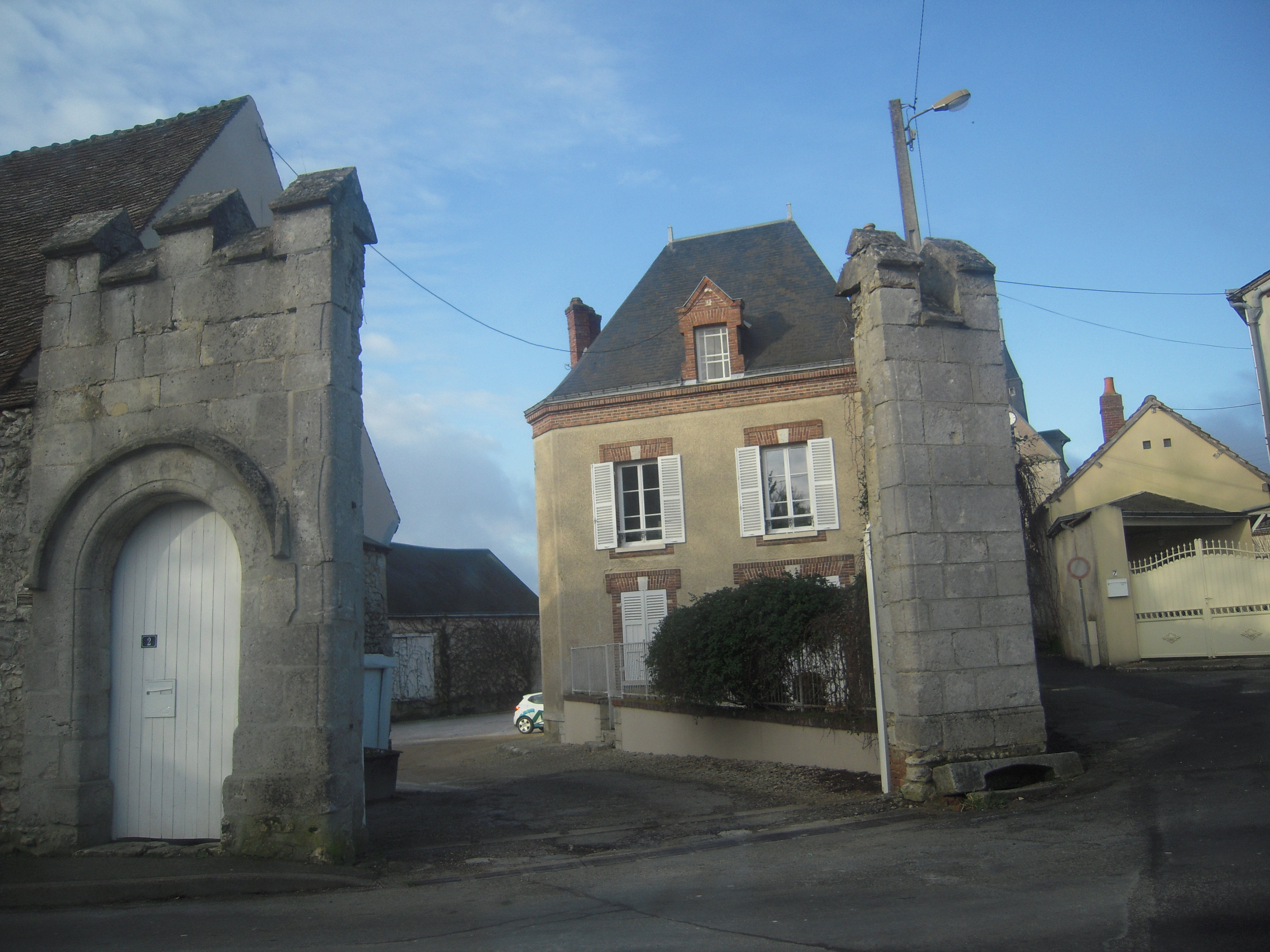
Porte crénelée sur la place de Verdun

Elle est située au centre de la commune et traversée par la rue de la Commanderie, la rue du Clos de Brye et la Place de Verdun qui la divisent en plusieurs propriétés. Chacune appartient respectivement à des agriculteurs privés ou des particuliers. 
L'une des propriétés fut celle où vécut Jacques Gautron, un homme politique local ayant refusé de se rallier au Maréchal Pétain en 1940. 
Dans cette propriété, on peut encore voir l'ancien donjon (une tour massive aujourd'hui convertie en fuye à pigeons), l'étang, l'entrée des souterrains (cloîtrés de nos jours) ainsi qu'une chapelle dont la porte principale est surmontée d'une sculpture représentant un casque enturbanné.
Sur la place de Verdun, on peut voir les vestiges d'une porte à double ouverture, une plus grande et l'autre plus petite, à plein cintre, surmontée d'un tore et dominée par de jolis créneaux. Le double cintre a été abattu dans les années avant 1900. C'est aujourd'hui l'entrée d'une grande ferme, appelée après la fin de la commanderie : la ferme de Brie.

## Histoire

### Histoire de la commanderie
En 1191, à la mort soudaine de son époux Thibaut V, la fille du roi Louis VII le Jeune et d'Aliénor d'Aquitaine : Alix de France, comtesse de Blois et de Chartres, assura l'intérim de la régence des deux comtés depuis sa grande ferme située à Sours. 
Au cours de la même année, son fils Louis de Blois, repris les régences à sa majorité. Alix, qui avait de profonds liens avec la religion, fit don de sa résidence aux Templiers et leur permis la fondation d'une chapelle pour les Templiers.
Sours, à cette époque, est fréquentée par des religieux de l'abbaye de Josaphat-lès-Chartres à qui la comtesse confie aussi une métairie dans le même village[réf. souhaitée].
Guillaume de Chartres est parfois mentionné à tort comme y ayant été reçu avant de devenir maître de l'ordre en 1210. Il s'agit d'une confusion avec Guillaume III de Ferrières, Vidame de Chartres qui possédait un grenier dans un hameau de Sours, Generville,. En 1204, pour remercier les religieux de leur accueil, ce Guillaume fait don aux frères de deux muids de grain à prendre chaque année dans son grenier mais le sceau qu'utilisait Guillaume III de Ferrières indique clairement qu'il ne s'agit pas de la même personne et qu'il ne s'agit pas non plus d'un membre de la famille du Puiset qui détenait alors la vicomté de Chartres,.
À sa mort de la peste (qu'il a attrapé pendant la Cinquième croisade) en 1219, les frères de Sours commencèrent à prier Guillaume[citation nécessaire]. La commanderie sera l'une des plus importantes du Pays Chartrain. 
C'est aussi à cette époque que l'on construit la première église de Saint-Germain de Sours. 
L'évêque de Chartres, Regnault de Mouçon, mit les biens de ce nouvel établissement religieux sous la sauvegarde des lois de l'église et lança l'excommunication sur tous ceux qui troubleraient la possession paisible des Templiers. 
Dans le Guide de la France templière, Alain Lameyre rapporte qu'on prétend aussi qu'à cette époque, les Templiers de la commanderie de Sours, avaient construit plusieurs gigantesques souterrains menant par exemple au château de Sours ou encore à la Cathédrale Notre-Dame de Chartres. Il est noté, dans la petite encyclopédie de l'ordre des Templiers, que l'on peut encore voir l'entrée et les premiers mètres des souterrains des Templiers.
L’histoire de la commanderie est marquée par les querelles qui ont opposé les Templiers aux seigneurs de Montdoubleau au début du XIIIe siècle. En effet, ceux-ci ne voyaient pas d'un bon œil la puissance et la richesse grandissante des Templiers dans la région. Voyant que les querelles s'envenimaient, le représentant du pape, l'abbé de Sainte-Geneviève de Paris, dut excommunier le vicomte de Montdoubleau.
Après l'arrestation des Templiers, au XIVe siècle, la commanderie fit partie des biens confisqués à l’ordre par Philippe le Bel. Puis quand le pape Clément V supprima l'ordre en 1312, cette commanderie revint aux Hospitaliers de l'ordre de Saint-Jean de Jérusalem. Les Hospitaliers occupèrent les lieux jusqu'à la Révolution française.
La commanderie, afin d'asseoir son autorité et d'assurer sa tranquillité fut fortifiée et habitée par des chevaliers. Ses fortifications imposantes ont été érigées en pierres de Berchères. Précédée d'un fossé, elle offrait une résistance suffisante aux attaques inopinées des rôdeurs.

### La fonction agricole
Étant placée sur des terres de rapport, au milieu de la Beauce, une vaste plaine défrichée riche en sols céréaliers appelée aussi « Grenier de la France », la commanderie fut rapidement prolongée avec une grande ferme dont l'activité était intense et le rendement efficace et important. Ci-dessous, l'extrait d'un Cartulaire de 1902 (provenant des archives du diocèse de Chartres) où l'Abbé Charles Métais rapporte une description de la commanderie au Moyen Âge (restranscrit à l'origine, en ancien français):
- Le lieu de vie : « La maison est couverte de thuille et conciste en une grande chambre basse et cabinet, une chambre haute et cabinet, grenier dessus, une montée de bois, le tout de longueur de 27 pieds sur 23 de large ; contre le pignon du costé de la chapelle en un fournil de pierre avec un poullailler y joignant étant sur la motte du four, cave sous ledit fournil, grenier dessus, couvert de thuille ouquel on monte par un petit escallier en pierre de taille, chaux et sable à costé duquel fournil est un petit bas costé servant de laitrie, de 6 pieds de large. »

- La ferme : « De l'autre costé de l'autre pignon est une écurie couverte de thuille de 46 pieds de long sur 20 de large reignant un grenier dessus, une charterie de maçonnerie couverte de chaume joignant le portail ancien dudit lieu seigneurial, de 37 pieds de long sur 24 de large, au-dessus de laquelle est un grenier carrelé avec une montée pour y aller, garnie d'une porte termante à clef, et au dedans de la cour, est adhérent un poullailler couvert de thuille dont les murailles sont de pierre, de 16 pieds de long sur 6 de large, et de l'autre costé dudit portail ancien est une grange de maçonnerie couverte de chaume de 34 pieds de long sur 28 de large, qui sert pour engranger les mars, contre laquelle il y a un petit toit joignant ledit portail, et de l'autre costé est une étable à vaches dont les murailles sont de pierre et bauge, couverte de chaume, garnie de 2 portes, contenant 57 pieds de long sur 18 de large… un bâtiment servant d'écurie et bergerie… »

- La tour : « Un colombier de pierre de figure ronde couvert de thuille, au-dessous duquel il va une cave, une grande grange de pierre, couverte de thuille, de 120 pieds de long sur 55 de large, entre laquelle grange et la chapelle sont des bergeries couvertes de chaume, de 80 pieds de long sur 8 de large. La chapelle contenant 50 pieds de long et 20 de large, faitte de maçonnerie en pierre, chaux et ciment et couverte de thuille. Grande cour, à laquelle il y a un portail et grandes portes sur les champs, porte d'entrée sur la rue, etc. »

- Les fortifications : « Tout ce que dessus enclos de murs et par un fossé commun avec plusieurs habitants de Sours. »

### Liste chronologique des Commandeurs de Sours

#### Commandeurs templiers
On ne connaît aujourd'hui que quelques commandeurs du XIIIe siècle, comme :
- Vers 1231 : Frère Jean, précepteur de Sours et frère Baudouin, précepteur de Chartrain.
- Vers 1273 : Guillaume Bocel, précepteur de Chartrain.
- Vers 1286 : Guillaume Gaudin, maître du Temple de Sours.

#### Commandeurs hospitaliers
À partir du XIVe siècle, les commandeurs hospitaliers de Sours furent:
| Commandeur                                          | Date | Commandeur                                                               | Date |
| --------------------------------------------------- | ---- | ------------------------------------------------------------------------ | ---- |
| Jehan Daguenet                                      | 1334 | Jehan Angorran de Claye.                                                 | 1651 |
| Gilbert de Seau                                     | 1356 | François de Bupière de Survye                                            | 1655 |
| Thomas de Waleran, alias Verberan                   | 1364 | Gilbert d'Elbene, bailli, grand-croix                                    | 1665 |
| Vincent d'Ayne                                      | 1382 | Guillaume du Fay                                                         | 1674 |
| Jehan Bordault, alias Bridault                      | 1416 | Jean de Montmorin de Saint-Herem, capitaine des galères du Roi           | 1687 |
| Jehan du Bois                                       | 1440 | François du Monchel de Martinvast                                        | 1690 |
| Guillaume Poissonnyer                               | 1469 | Jean-Baptiste de Briconnet                                               | 1699 |
| Emery d'Amboise, prieur de France                   | 1483 | Jean-Baptiste d'Herbouville, capitaine des galères du Roi                | 1710 |
| Germain Loulier                                     | 1506 | Le chevalier de Rogres de Champignelles                                  | 1716 |
| Jehan d'Aunoy ou d'Aulnay                           | 1509 | Jean-Antoine de Thumery de Boissise                                      | 1732 |
| Jérôme de Hombelières, trésorier général de l'Ordre | 1547 | Alexandre Loubert de Martinville                                         | 1748 |
| Louis de Dormans                                    | 1535 | Gabriel de Briqueville de la Luzerne, maréchal-de-camp des armées du Roi | 1753 |
| Claude de Lyons                                     | 1563 | Le chevalier d'Osmont                                                    | 1762 |
| Jehan de Gonnelieu                                  | 1573 | Joseph de Hennot de Theville                                             | 1764 |
| Gédéon de Joigny, dit Bellebrune                    | 1608 | Charles du Roux de Varennes                                              | 1775 |
| Jehan-François de Vion-Tessancourt                  | 1622 | Charles-François de Cacheleu-Baromesnil                                  | 1783 |
| Jean Desguets de la Potinière                       | 1634 |                                                                          |      |
| Gilles Bernard de Courmesnil                        | 1638 |                                                                          |      |

### Hypothèses sur la donation du domaine
Selon certaines sources, la donatrice de cette commanderie ne serait non pas Alix de France mais Adèle de Champagne, mère du roi Philippe-Auguste, qui assura l'intérim de la régence de ce dernier pendant sa croisade qui débuta en 1189 et s'acheva en 1192. Il s'agit en fait d'une confusion qui vient du surnom d'Adèle parfois appelée : Alix, reine de France.
Enfin, dans quelques autres ouvrages, on attribue directement le don à Louis de Blois lui-même. En réalité, il n'a fait qu'approuver le don de sa mère une fois qu'il eut repris les responsabilités de cette dernière.